# Benington (Lincolnshire)
Benington is een civil parish in het bestuurlijke gebied Boston, in het Engelse graafschap Lincolnshire. In 2001 telde het civil parish 569 inwoners.